# Affari vos
Affari vos ist eine Enzyklika von Papst Leo XIII. vom 8. Dezember 1897, er richtet sie an die kanadischen Bischöfe und antwortet auf die Frage über die Schulen in Manitoba.

## Liberale Reformen im Bildungswesen
Die damals noch junge Gemeinschaft der Katholiken in Manitoba konnte sich nicht für eine klare Haltung gegenüber den Reformen des Schulwesens der liberalen Regierung entscheiden. Sie wandten sich mit der Bitte zur Unterstützung an Rom und erbaten die Hilfe des Pontifex. Ausschlaggebend war die Entscheidung der Regierung unter Félix-Gabriel Marchand (1897–1900), die Reformen des Schulwesens voranzutreiben und hierzu ein Bildungsministerium zu schaffen. Hierzu hatte er auch die Kurie in Kenntnis gesetzt, welches zum Erfolg hatte, dass Papst Leo XIII. einen Aufschub des Gesetzes zur Bildungsreform forderte, mit dieser Enzyklika zur Manitoba-Schulfrage hatte er klarmachen wollen, dass man in Rom nicht vorhabe, sich in die religionspolitischen Konflikte in Kanada mehr als nötig einzumischen. Ein Gesetz von 1897 regelte dann erstmals die kostenlose Verteilung von Schulbüchern, gegen den Widerstand eines Teils der Kirche. In der Öffentlichkeit wurde über Kruzifixe in Klassenzimmern und über die von führenden Theologen auf härteste Weise kritisierte Kostenfreiheit der Schule debattiert.

## Die Enzyklika
In seiner Begrüßungsformel hebt er das Wirken und den Geist des Heiligen François de Montmorency-Laval, dem ersten Bischof von Québec, hervor und lobt dessen religiöse Arbeit. Der Papst betont die bisherige gute Bildungsarbeit seiner Mitbrüder und unterstreicht die hervorragende Qualität in der katholischen Erziehung, er nennt besonders die Universität Laval. Leo XIII. schreibt, dass er der legislativen Aktualität von Manitoba mit viel Interesse folge und zur Kenntnis genommen habe, dass diese Provinz in der Tat ein Gesetz verkündet habe und beabsichtige, katholische Schulen abzuschaffen. Dieses Gesetz halte er für ein schlechtes Gesetz und fordere daher die Beibehaltung der katholischen Schulen, damit die christliche Bildung in Harmonie mit den wissenschaftlichen Studien bestehen bleibe.